# 윌리엄 볼 (스키 선수)

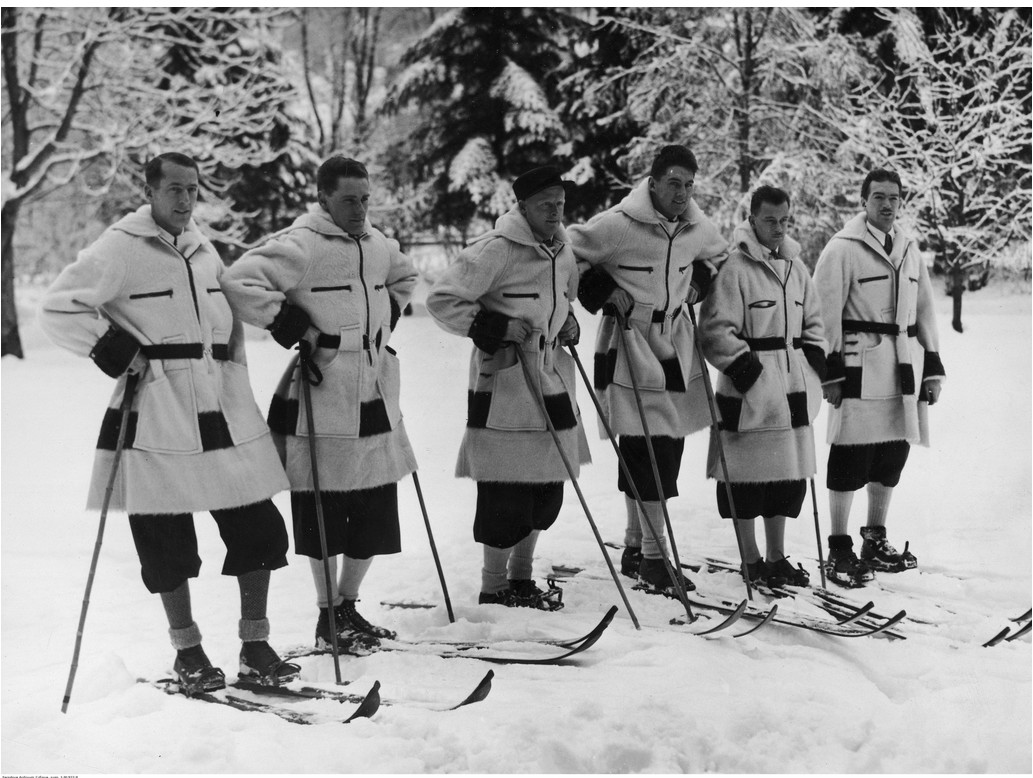

윌리엄 L. 볼(William Lee Ball, 1908년 7월 18일 ~ 1979년 3월 14일)은 캐나다의 1936년 동계 올림픽에 참가한 스키 선수이다. 그는 알파인 스키, 노르딕 복합, 크로스컨트리 스키 종목에 참가했다. 그는 퀘벡주의 노스 헤틀리에서 태어났으며, 1982년에 캐나다 스키 명예의 전당에 가입하게 되었다.